# دهستان محسن‌آب
محسن‌آب، دهستانی از توابع بخش مرکزی شهرستان مهران در استان ایلام ایران است.

## جمعیت
براساس سرشماری سال ۱۳۸۵ جمعیت آن ۶٬۹۰۱ نفر (۱٬۴۸۵ خانوار) بوده‌است.